# Columbina picui
Columbina picui е вид птица от семейство Гълъбови (Columbidae).

## Разпространение
Видът е разпространен в Аржентина, Боливия, Бразилия, Колумбия, Парагвай, Перу, Уругвай и Чили.